# Prekrasnaja Ljukanida
Prekrasnaja Ljukanida (Прекрасная Люканида, “La bella Ljukanida”) è un cortometraggio muto del 1912 diretto da Władysław Starewicz. La particolarità del film fu l’uso di insetti veri come attori.